# Loholmen, Kimitoön
Loholmen är en ö i Finland.   Den ligger i kommunen Kimitoön i den ekonomiska regionen  Åboland  och landskapet Egentliga Finland, i den södra delen av landet, 140 km väster om huvudstaden Helsingfors.
Öns area är 11,5 hektar och dess största längd är 0,5 kilometer i nord-sydlig riktning.
I söder sitter Loholmen ihop med Söholmen med ett smalt näs. I väster ligger Slåttholmen och i öster Storlandet. I norr och nordväst ligger Österfjärden och bortom den Kasnäs och Kaxskäla.
En undervattenselkabel går mellan Kasnäs och Slåttholmen och den fortsätter som kraftledning över Loholmen och vidare via Söholmen till Storlandet och Stora och Lilla Ängesön.